# 時の行者
『時の行者』（ときのぎょうじゃ）は、横山光輝による日本のSF漫画。1976年から1979年まで『月刊少年マガジン』（講談社）に連載された。

## 概要
10年ごとに変わらない年齢の姿で現れ、不思議な能力を見せる少年がいた。通称、時の行者。時の行者が現れる時、歴史が大きく蠢く。
当初は正体・目的が不明だった時の行者の視点から、戦国時代末期（1573年）から江戸時代中期（1754年）までの事件・人物を描く、歴史SFである。

## 主要登場人物
時の行者
主人公。さまざまな奇跡を起こし、的確な予言を行う謎の青年で、当初は素性が不明て、後に未来人のタイムトラベラーであることが明かされる。
認識番号9575781。本名は淳。
タイムトラベルには時間制限があり、拘束されていても元の時代に戻ってくる。
未来世界と過去では、時間の流れが違う。未来の1日は、過去の世界では1年に相当する。
一度訪れた時代より過去には戻らないため、淳にとってのタイムパラドックスは起こっていない（「島原の乱」では、「一度訪れた時代より過去には戻れない」と取れる発言がある）。
タイムトラベルの目的は、理沙を探し、自分たちの時代へ連れ戻すことである。
理沙
未来世界の住人。淳と同じタイムトラベラー。
最終戦争で荒廃し、自動兵器によって戦いの続く未来世界を嫌い、歴史改変を試みるが、何度過去に戻っても何も変わらず、最後にもう一度だけという条件で、淳と過去にタイムトラベルしたが、結局歴史を改変することは出来ず、淳から「過去を変えることは出来ないが、未来は変えることができる」と説得され、納得し未来に戻っていった。
「江戸の大嵐」、「宝暦の一揆」のみ登場。「将軍家継承争い」、「吉宗の倹約政治」では「リサ」と呼ばれている。

## 淳が携帯している装備
1. バリヤー発生装置
2. 高熱線銃
3. 吸盤手袋
4. 赤外線警報装置
5. 赤外線めがね
6. バッテリー
7. 小型懐中電灯
8. ミュージックカセット
9. ロープ
10. ナイフ

以上、「由井正雪」より。「宇都宮釣り天井」では毒物を検査する紙が登場、「将軍家継承争い」では携帯食品と薬を持ち出している。薬については、「元禄の豪商」にも登場。
バリヤーは強力無比で、主人公は基本的に神に近い超越者の立場から騒乱を傍観する。しかし、反撃を行う際にはバリヤーを解かねばならず、空気も通さないため張り続けていると窒息するという弱点がある。2度ほど不覚をとって捕まり残虐な拷問を受けたこともある。

## サブタイトル・事件・人物
サブタイトルの他、扱っている事件、人物、年代も示す。明記されていないものは、「?」とした。また、忍者の出番は多いが、主人公と特別の関わりのない者は省いた。
なぞの少年
元亀4年（1573年）武田信玄の死。織田信長、豊臣秀吉
天正10年（1582年）、本能寺の変、豊臣秀吉
- 読者の前に初めて登場するのは元亀4年（1573年）だが、劇中では、その10年前にも現れたことが語られている。
- 通常は1話につき1回しかタイムトラベルしないが、第1話のみ、例外となっている。

関ヶ原
慶長5年（1600年）、関ヶ原の戦い、石田三成
豊臣家滅亡
慶長20年（1615年）、大坂の役、後藤又兵衛、徳川家康
宇都宮釣り天井
元和8年（1622年）、宇都宮釣り天井事件、本多正純
駿河大納言
寛永8年（1631年）、徳川忠長
島原の乱
寛永14年（1637年）、島原の乱、天草四郎
寛永の大飢饉
寛永19年（1642年）、寛永の大飢饉
由井正雪
慶安4年（1651年）、由井正雪
佐倉騒動
?年、佐倉騒動、堀田正信
浄瑠璃坂の仇討
寛文12年（1672年）、浄瑠璃坂の仇討
火付盗賊改め
?年、中山勘解由（火付盗賊改）
元禄犬騒動
元禄8年?（1695年?）、生類憐れみの令
元禄の豪商
?年、紀伊国屋文左衛門
将軍家継承争い
正徳3年（1713年）、天英院、徳川吉通
吉宗の倹約政治
?年、徳川吉宗、大岡越前、紀伊国屋文左衛門
天一坊事件
享保14年（1729年）、天一坊事件
吉宗と宗春
元文4年?（1739年?）、徳川吉宗、徳川宗春、尾張衆（尾張忍者）
江戸の大嵐
寛保2年（1742年）、寛保二年江戸洪水、徳川吉宗、徳川家重、大岡忠光
宝暦の一揆
宝暦4年（1754年）、久留米藩

## 単行本
リイド社SPコミックス
1. 豊臣家滅亡 ISBN 4-8458-0892-7 1993年4月18日
2. 由井正雪 ISBN 4-8458-0893-5 1993年5月16日
3. 火付盗賊改め ISBN 4-8458-0894-3 1993年6月21日
4. 将軍家継承争い ISBN 4-8458-0895-1 1993年7月16日
5. 天一坊事件 ISBN 4-8458-0896-X 1993年8月16日
6. 江戸の大嵐 ISBN 4-8458-0897-8 1993年9月20日